# Lützow (1931)
Lützow (původně Deutschland) byl německý těžký křižník stejnojmenné třídy. Kriegsmarine tyto lodě nejprve klasifikovala jako Panzerschiff (obrněná loď), ale v únoru 1940 byly překlasifikovány právě na těžké křižníky. Britové je posměšně nazývali kapesní bitevní loď.

## Popis

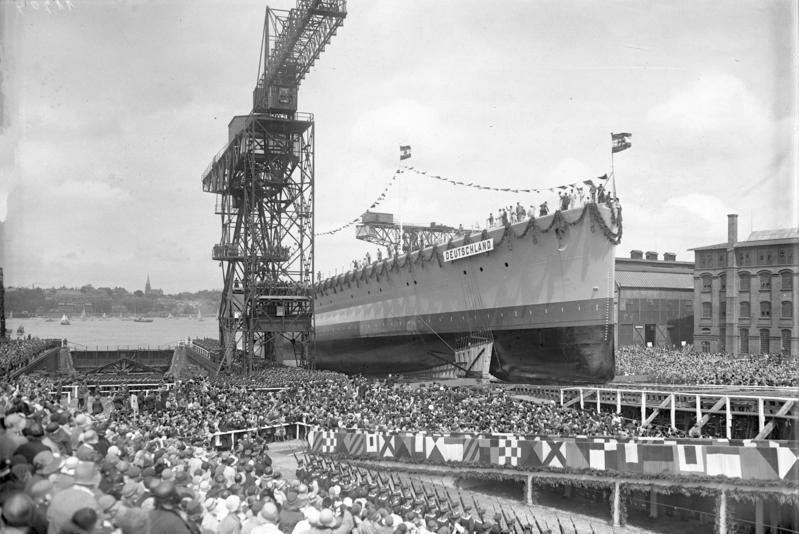
Deutschland při spuštění na vodu

Nová těžká plavidla, která Německo stavělo koncem dvacátých let, se musela podřídit omezením daným Versailleskou smlouvou a nesměla přesáhnout výtlak 10 000 tun. Aby byla ušetřena hmotnost, bylo v dosud nebývalé míře použito svařování. Lodě třídy Deutschland přesto limit překročily, což ale bylo zatajeno. Kromě Deutschlandu byly postaveny ještě sesterské Admiral Graf Spee a Admiral Scheer. Deutschland jako první loď své třídy neměl konstrukční zlepšení uplatněná u jeho sesterských lodí, jako byl nový komín s šikmým vyústěním, můstek a stožáry.
Kýl lodi byl založen v únoru 1929 v loděnici Deutsche Werke v Kielu. Spuštěna byla v květnu 1931 a na první zkušební plavbu vyplula v květnu 1932. Do služby vstoupila v dubnu 1933. V roce 1934 byly tři 88mm kanóny nahrazeny šesti kanóny stejné ráže v dvouhlavňové lafetaci. V roce 1939 pak byly nahrazeny stejným počtem děl ráže 105 mm.

## Služba

### Španělská občanská válka

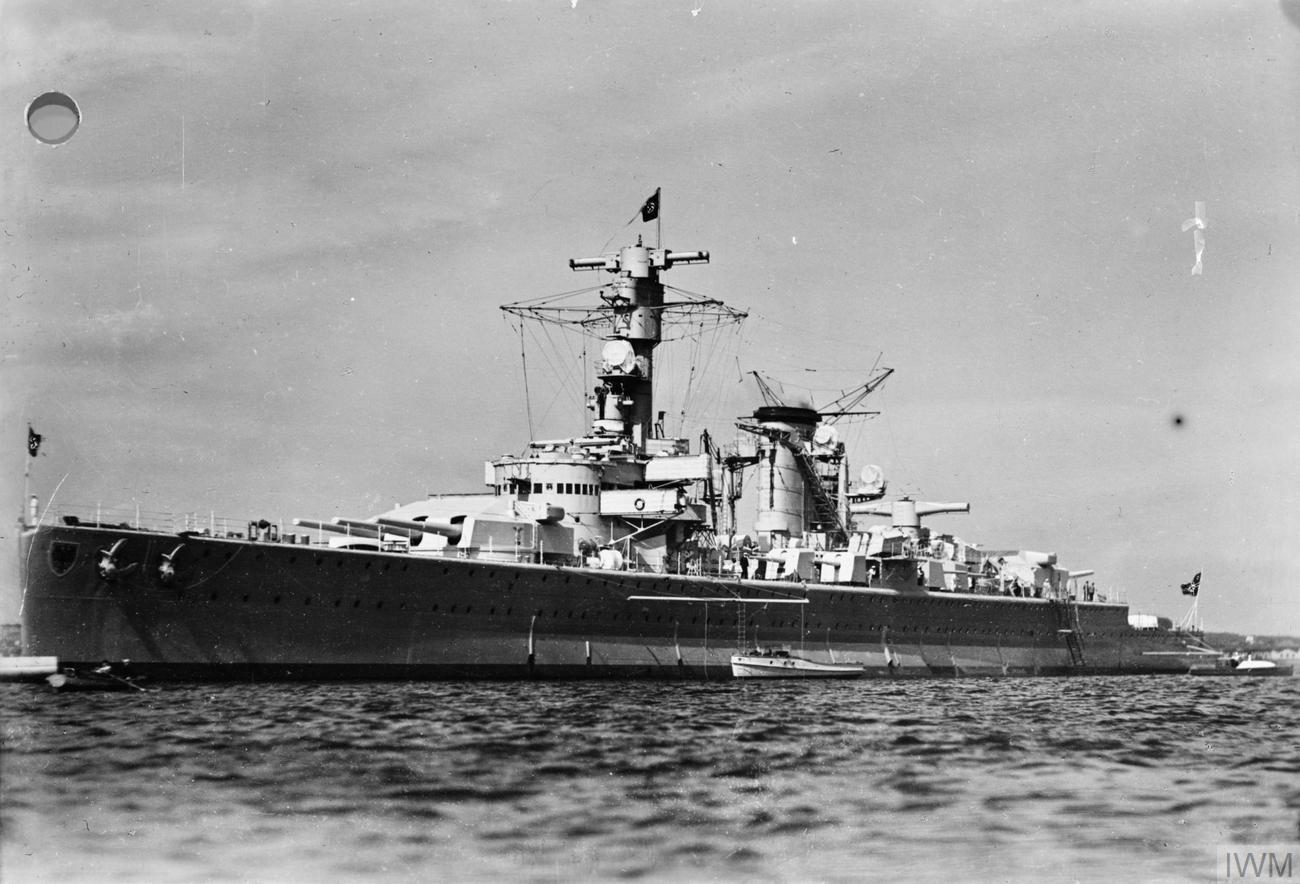
Deutschland v roce 1936

Během španělské občanské války byl Deutschland odeslán ke španělskému pobřeží, kde měl podporovat Frankovy nacionalisty. Loď absolvovala celkem sedm misí v letech 1936–1939. Při jedné z těchto operací, byl Deutschland 29. května 1937 napaden dvěma republikánskými bombardéry, které ho poškodily, přičemž 31 námořníků zahynulo a dalších 101 bylo zraněno. Sesterská loď Deutschland, Admiral Scheer na oplátku ostřeloval španělský přístav Almería a přitom zničila 35 domů a zabila 19 civilistů. Těla německých námořníků byla nejprve pohřbena v Gibraltaru, ale později byla převezena do Německa a pohřbena při velkém vojenském pohřbu.
Deutschland strávil většinu let 1938 a 1939 výcvikovými manévry se zbytkem flotily a navštívil mnoho různých zahraničních přístavů. Oficiální návštěvu Španělska po vítězství nacionalistů v občanské válce vykonal v roce 1939. Loď se zúčastnila velkého cvičení v Atlantiku se sesterskou lodí Admiral Graf Spee, lehkými křižníky Köln, Leipzig a Nürnberg a několika torpédoborci, ponorkami a podpůrnými plavidly.

### Druhá světová válka

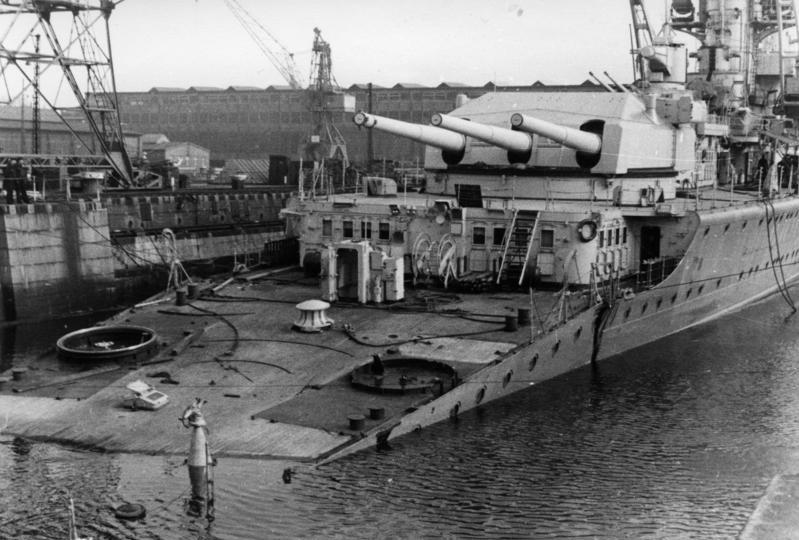
Záď lodi v roce 1940 po zásahu torpédem na cestě z Norska

24. srpna 1939, týden před německou invazí do Polska, vyplul Deutschland z Wilhelmshavenu a směřoval na jih Grónska. Zde byl připraven zaútočit na spojenecké obchodní lodě v případě války následující po útoku na Polsko.
Po vypuknutí 2. světové války došlo v listopadu 1939 k přejmenování Deutschlandu na Lützow, jelikož Adolf Hitler se bál, že by případná ztráta lodi pojmenované Německo, měla negativní propagandistický efekt.
V únoru 1940 byly lodě této třídy překlasifikovány na těžké křižníky a v dubnu 1940 se podílely na invazi do Norska. Lützow byl součástí svazu, který měl obsadil norské hlavní město Oslo a účastnil se Bitvy v úžině Drobak. Německý svaz vplouval do Oslofjordu pod vedením těžkého křižníku Blücher. Ten ale potopila palba děl a stařičká torpéda vyrobená v roce 1900 a vypuštěná z norské pobřežní pevnosti Oscarsborg. Lützow se poté stáhl, ale i tak byl třikrát zasažen 150mm kanóny z pevnosti Kopaas, které vyřadily zadní hlavní dělovou věž. Ze zbývající přední věže pak Lützow pevnost zdálky ostřeloval, ale její posádka neutrpěla ztráty a bránila vjezdu německých lodí, dokud král a norská vláda nebyli evakuováni.

### Opravy
Lützow se poté vrátil do Německa kvůli opravám a přípravě na korzárskou plavbu do Atlantiku. V průlivu Skagerrak ho ale torpédovala britská ponorka HMS Spearfish. Zásah torpéda téměř odlomil celou záď lodi a opravy trvaly až do jara 1941. Brzy nato, v červnu téhož roku, byl Lützow opět torpédován, tentokrát torpédovým bombardérem Bristol Beaufort z britské 42. perutě. Další opravy v Kielu trvaly až do ledna 1942. V prosinci 1942 se Lützow společně s těžkým křižníkem Admiral Hipper zúčastnil operace Regenbogen.

### Zbytek války
V dalších letech se Lützow účastnil jen menších operací. Asi největší akce této doby začala v září 1944 v Baltském moři a trvala po několik měsíců. Lützow v této době palbou svých děl podporoval ustupující Wehrmacht. Loď byla v lednu 1945 těžce poškozena britskými bombardéry v přístavu Swinemünde. Tehdy ji zasáhly tři šestitunové pumy Tallboy a částečně dosedla na dno přístavu. Lützow byl opraven a dále pokračoval v dělostřelecké podpoře armády, než byl 4. května 1945 potopen vlastní osádkou. Po válce byl vyzvednut Sověty, kteří ho použili jako cvičný cíl a definitivně potopili v roce 1949.